# Phöbus FC
Le Phöbus Football Club est un ancien club hongrois de football basé à Budapest. Fondé en 1932, dissous en 1939, refondé en 1945 et dissous une nouvelle fois en 1957.

## Histoire
Fondé en 1932, le Phöbus FC remporte la D2 hongroise dès sa première saison et commence ses gammes lors de la saison 1933-1934 en première division hongroise, après avoir terminé champion de deuxième division hongroise lors de la saison 1932-1933. Lors de cette première saison, le club termine huitième du championnat. La saison suivante, le club atteint la sixième place. La troisième saison au plus haut niveau est l'apogée du club : le club atteint la quatrième place, qui le qualifie pour la Coupe Mitropa 1936. 
Dans cette première participation à une compétition internationale, le club réussit à sortir le club suisse de Young Fellows Zurich au premier tour, mais perd en huitièmes-de-finale contre l'AC Sparta Prague (2-5 ; 4-2). La saison suivante, le club réitère sa performance de la saison passée, avec une quatrième place en championnat, lui permettant de participer au Tournoi international de l'Exposition Universelle de Paris 1937. Opposé au SK Slavia Prague, le club s'incline dès le premier match (2-1) et est éliminé au premier tour. 
Après ce tournoi, le club connaît un déclin, avec une huitième place obtenue lors des saisons 1937-1938 et 1938-1939, à tel point que le club est dissous une première fois en 1939. 
Refondé en 1945, le club ne connaît pas la même réussite et il est dissous pour la seconde et dernière fois en 1957. Finalement, le club ne remporte ni le championnat de première division, ni la coupe de Hongrie, seulement une deuxième division en 1933.

## Anciens joueurs
- Lajos Korányi
- Mihály Nagymarosi
- József Solti (termine deuxième meilleur buteur ex aequo lors de la saison 1934-1935 (22 buts), deuxième en 1935-1936 (30 buts))
- András Turay II

## Entraîneurs
- 1935-1939 : Lajos Bányai
- 1935-1936 : János Vanicsek